# Erwin Guido Kolbenheyer
Erwin Guido Kolbenheyer (Budapest, 30 de diciembre de 1878 –  Múnich, 12 de abril de 1962) fue un novelista, poeta y dramaturgo austrohúngaro. Asentado en Alemania, perteneció a un grupo de escritores que incluía a autores como Hans Grimm, Rudolf G. Binding, Emil Strauss, Agnes Miegel y Hanns Johst, todos favorables al partido nazi. Fue nominado al Premio Nobel de Literatura en cinco ocasiones.

## Biografía
De familia de origen alemán, nació en la capital húngara bajo el Imperio austrohúngaro. Asistió a la escuela en Budapest, primero, para pasar luego por localidades como Karlovy Vary y Viena. Estudió filosofía, psicología y hasta zoología en la Universidad de Viena y obtuvo su doctorado PhD en 1905. Vivió como escritor independiente y llegó a especializarse en novela histórica. En 1908 publicó Amor Dei, una novela sobre la vida y el pensamiento del filósofo holandés de origen judío Baruch Spinoza. En 1922 publicó una antología de su poesía bajo el místico título de Der Dornbusch brennt (es decir, La zarza ardiente) y entre 1917 y 1925 produjo sus más célebres obras, una trilogía de novelas sobre Paracelso y los héroes de la raza nórdica. En 1929 publicó "Heroische Leidenschaften" (es decir, Pasiones de héroes), un drama sobre el astrónomo italiano Giordano Bruno.
Establecido en los Sudetes alemanes, Kolbenheyer fue evolucionando políticamente hacia una derecha de actitudes antidemocráticas, en la órbita del Nazismo, especialmente en su trabajo teórico Die Bauhütte (1925), trabajo que pudo influir en la obra de Alfred Rosenberg El mito del siglo XX. Paralelamente, fue un fuerte opositor de la izquierda política, uniéndose a Wilhelm Schäfer en su abandono de la Academia de las Artes de Berlín en 1931, como rechazo a la entrada de Heinrich Mann y Alfred Döblin.

## Nazismo
En varias ocasiones, tomó su pluma para alabar a Adolf Hitler en un poema y defender la Quema de libros en la Alemania nazi, así como para escribir novelas pronazis como Karlsbader Novellen 1786 (1935) y Das Gottgelobte Herz (1938). Su obra Gottgelobte Herz (es decir, Corazón de Dios bendito) es una novela sobre la monja de la Orden de Predicadores Margareta Ebner. También fue nombrado miembro de la Academia de las Artes de Prusia tras el ascenso de los nazis al poder en 1933, y galardonado con el Premio Goethe en 1937. En 1940 publicó la antología Vox humana y se convirtió en miembro del partido Nazi.

## Posguerra
Tras la Segunda Guerra Mundial se le prohibió publicar durante cinco años. Más tarde, colaboró con el diario Nation und Europa, de tendencia ultra.